# Parasophroniella nigriscapus
Parasophroniella nigriscapus là một loài bọ cánh cứng trong họ Cerambycidae.